# IKK2
IKK2 (IkappaB kinaza 2; EC 2.7.11.10) – enzym funkcjonujący jako białkowy komponent systemu sygnalizacji wewnątrzkomórkowej, aktywowanego przez cytokiny i biorącego udział w uruchamianiu reakcji obronnej. 
IKK2 aktywuje czynnik transkrypcyjny NF-κB, poprzez fosforylację inhibitora NF-κB, IκB. Fosforylowany IκB ulega degradacji poprzez ubikwitynację, uwalniając NF-κB, który następnie aktywuje wiele genów odpowiedzialnych za stan zapalny oraz inne aspekty odpowiedzi immunologicznej.